# Loggetta

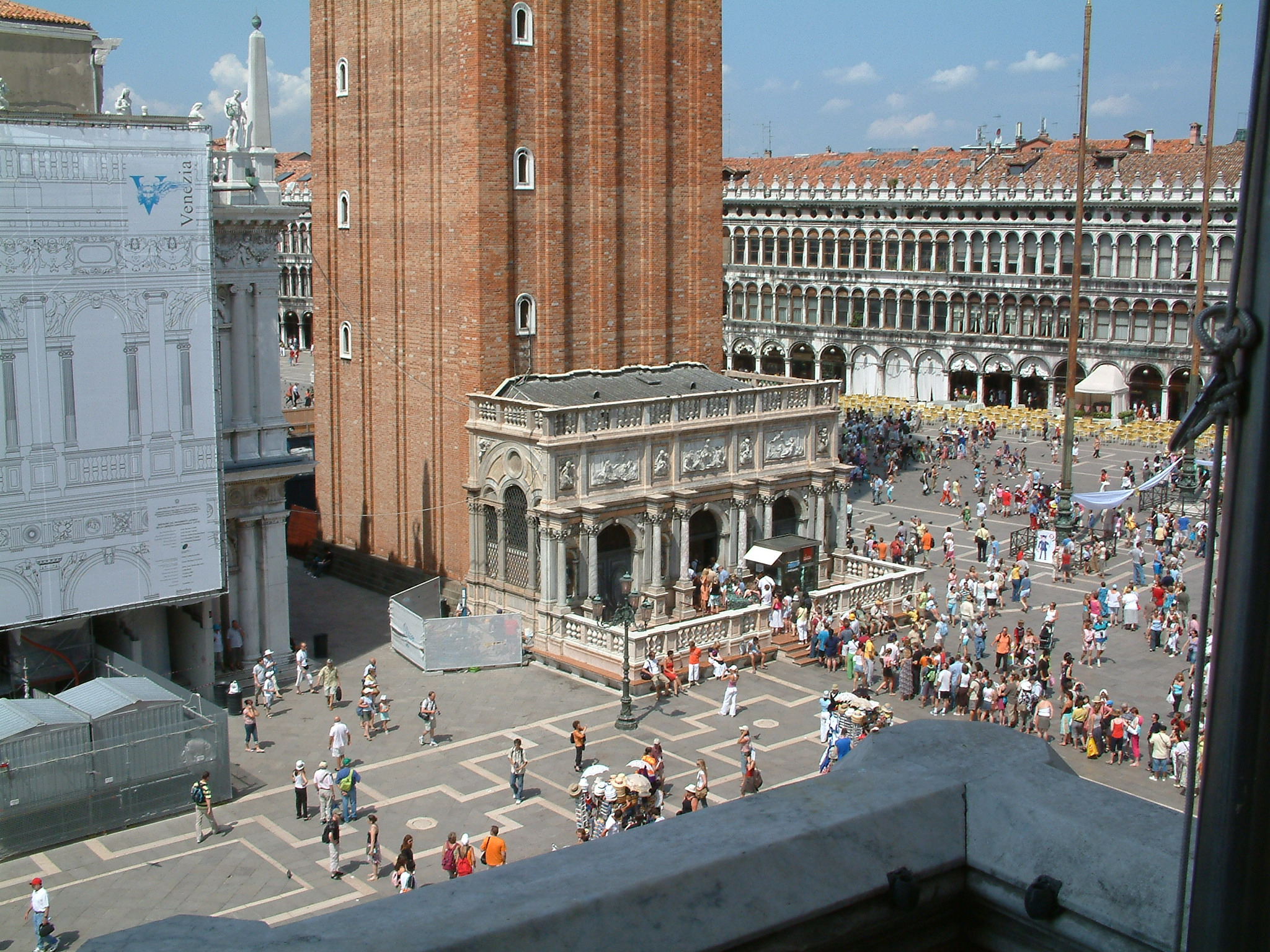
Loggetta de la baza campanilei

Frizele loggettei ilustrând alegorii a insulei Cipru, a Veneţiei sub forma Justiţiei și a insulei Creta, realizate de ucenici ai lui Sansovino (Tiziano Minio, Girolamo Lombardo, Danese Cattaneo). Reliefurile heruvimilor (putti) sunt creația lui Antonio Gai din 1750.

Loggetta (în italiană Loggetta del Sansovino) este o clădire mică, concepută ca un arc de triumf, care se află la baza campanilei din piața San Marco a orașului italian Veneția.

## Istoric
Loggetta a fost construită după proiectul arhitectului Jacopo Sansovino, între 1537 și 1549 pentru a înlocui o clădire mai veche, ce data probabil din secolul al XIV-lea. Fațada conține trei arcade între coloanele cărora, în patru nișe, sunt amplasate statui de bronz sculptate de Sansovino, reprezentând pe zeița Minerva, pe zeii Mercur și Apollo și alegoria Păcii. Deasupra arcadele sunt dispuse trei reliefuri de marmură: insula Candia (Creta), Veneția sub forma Justiției și insula Cipru, opere ale colaboratorilor lui Sansovino. Decorațiile frizelor și aranjarea lor este o aluzie la viața orașului și a teritoriilor sale: Venera ce se naște în insula Cipru, Jupiter protector al insulei Creta și Minerva cu leii săi ce reprezintă teritoriile maritime (stat maritim) și continentale (stat continental).
Din 1569 loggetta a devenit post de pază al militarilor de la Arsenal (arsenalotti) în timpul ședințelor Marelui Consiliu.
În 1663 a fost adăugată terasa cu balustrada din marmură și în aceeași perioadă au fost modificate arcadele laterale, fiind transformate în porți. Poarta de bronz care închide balustrada a fost realizată de Antonio Gai în 1737.
După prăbușirea campanilei în 1902, loggetta a fost complet distrusă, fiind reconstruită în 1912 în mare parte din materialul original care s-a putut refolosi. Cu ocazia acestei reconstrucții au fost acoperite cu marmură chiar și fațadele laterale, anterior din cărămidă.